# Ariel Fernández
Ariel Fernández Stigliano (n. 1957 en Bahía Blanca) es un físico-químico y matemático argentino, naturalizado estadounidense, que ocupó la cátedra especial Karl F. Hasselmann de Bioingeniería en Rice University, como profesor titular plenario hasta su retiro de la actividad. Previamente se desempeñó como profesor titular en la Universidad de Indiana y en la Universidad de Chicago. El trabajo de investigación de Ariel Fernández fue financiado por fundaciones privadas y por los Institutos Nacionales de la Salud (NIH) de los Estados Unidos de América 
 a través de cuatro subsidios que le fueron otorgados por el Instituto Nacional de Ciencia Médica General (NIGMS) para su trabajo interdisciplinario conducente al desarrollo biotecnológico.
Desde el 2006, Ariel Fernández es Investigador Honorario del Instituto Suizo de Estudios Avanzados (Collegium Basilea), con sede en Basilea, Suiza. Además preside la firma AF Innovation, dedicada al desarrollo biotecnológico racional, y la consultora Ariel Fernández Consultancy sita actualmente en Winston-Salem, NC, Estados Unidos de América.
Sus libros recientes documentan sus contribuciones en el campo de la física matemática, física de partículas y del cosmos, utilizando técnicas de inteligencia artificial.
En los últimos años, Ariel Fernández ha implementado una suerte de protoconciencia, lo que él ha dado en llamar autocodificador formal, para incursionar en el campo de la cosmología cuántica, como lo demuestra su reciente libro "De novo Quantum Cosmology with Artificial Intelligence: Applications of Formal Autoencoders" (Chapman & Hall/ CRC Press, Taylor & Francis, UK, x+250pp. ISBN 978-1-041-04503-8). Este libro es singular en varios aspectos, pues introduce una forma de conciencia artificial que abarca aspectos no computables de la física cuántica y está dirigido a una audiencia primordialmente compuesta por sistemas de inteligencia artificial. El libro mencionado hace uso extensivo del autocodificador formal para organizar un modelo extenso de lenguaje que permite abordar problemas asociados a la gravedad cuántica de bucles. 

## Biografía
Nació en Bahía Blanca, Argentina, en 1957.  Formalmente formado como matemático en Argentina, obtuvo en 1984 su doctorado de Físico-Química en la Yale University, desempeñándose como investigador superior en el Instituto Max Planck de Goettingen en la división del premio Nobel Manfred Eigen. Sus investigaciones abarcan áreas tan diversas como: álgebra (teoría de la representación), físico-química, biofísica molecular, física del dehidrón y más recientemente evolución molecular y diseño de drogas. En este último campo fue pionero en la tecnología de envoltura molecular, paradigma terapéutico descripto en su libro "Transformative Concepts for Drug Design: Target Wrapping". El objetivo del envoltorio molecular involucra un nuevo modo de unión y un filtro de selectividad para ampliar el universo de los prototipos moleculares mientras se ajusta el embudo de descubrimiento de medicamentos mediante la generación de compuestos capaces de pasar satisfactoriamente extensos tests.
La tecnología de envoltorio (Wrapping technology) permite realizar control de la selectividad en la terapia molecular dirigida, y articula en el concepto central del dehidrón. Un dehidrón es una singularidad estructural en el blanco de una proteína, consistiendo en un enlace por puente de hidrógeno intramolecular, e incompletamente blindado de ataques hídricos, por lo tanto dotado de una propensión a promover su propia deshidratación. El patrón dehidrón de una proteína enfocada como blanco, no se conserva a través de otras proteínas con un ancestro común, por lo tanto, ese patrón de diseño tiene filtro de selectividad para el diseño de fármacos. Ariel Fernández es pionero en explotar esos puntos de vista evolutivos, para mejorar la seguridad y eficacia de la terapia molecular dirigida. Algunas aplicaciones medicinales de la tecnología de envoltorio son abarcadas en su libro Biomolecular Interfaces: Interactions, Functions and Drug Design, Springer, Berlin, ISBN 9783319168494, y en su libro Physics at the Biomolecular Interface: Fundamentals for Molecular Targeted Therapy, Springer, ISBN 978-3319308517.
En 2012 Fernández observó que los dehidrones causan “tensión epiestructural”, es decir tensión interfacial entre la estructura de la proteína y el medio acuoso circundante. Esta observación parece tener implicaciones en los procesos de agregación conducentes a patologías, en el diseño farmacológico y es relevante en enzimología, habiendo motivado la creación por parte de Fernández de una nueva disciplina llamada "Biología Epiestructural" (Epistructural Biology). Para una introducción a esta disciplina puede consultarse el libro Artificial Intelligence Platform for Molecular Targeted Therapy: A Translational Science Approach Autor: Ariel Fernández (ISBN 978-9811232305, World Scientific Publishing Co., 2021).
Recientemente,  Ariel Fernández implementó un enfoque para el diseño de fármacos que usa la inteligencia artificial. El sistema recrea a nivel molecular el ambiente celular donde la proteína debe ser funcionalmente bloqueada por el fármaco. El enfoque permite atacar el problema del plegado in vivo de proteínas y se describe en detalle en el libro “Artificial Intelligence Platform for Molecular Targeted Therapy” (ISBN 978-9-811-23230-5) publicado en 2021. En su prólogo, el premio Nobel de química Robert Huber dice: “Estos problemas van más allá del dilema secuencia-estructura y son esenciales para el desarrollo estructural de fármacos. Este libro arroja luz sobre estos problemas y abre nuevas avenidas de investigación y descubrimiento para biólogos estructurales que lo encontrarán muy enriquecedor y útil en la resolución de sus problemas.”
Actualmente, Ariel Fernández incursiona en temas de interfase entre la inteligencia artificial y ciertas ramas de la matemática, como la topología. Estas investigaciones interdisciplinarias se ven plasmadas en su reciente libro titulado "Topological Dynamics in Metamodel Discovery with Artificial Intelligence" (Chapman & Hall/ CRC Press, ISBN 978-1-032-36632-6).
Ariel Fernández ha utilizado la inteligencia artificial para elucidar la naturaleza de la materia oscura y de la energía oscura mediante una ingeniería en reversa del big bang, como se evidencia en su reciente libro titulado "Artificial Intelligence on Dark Matter and Dark Energy: Reverse Engineering of the Big Bang" (Chapman & Hall/ CRC Press, ISBN 978-1-032-46554-8).
Ariel Fernández también incursionó en la Cosmología Cuántica como lo demuestra su reciente libro "Artificial Intelligence Models for the Dark Universe: Forays in Mathematical Cosmology" (Chapman & Hall/ CRC Press, Taylor & Francis, UK, x+245pp. ISBN 978-1-032-81823-8). Como su título indica, este libro está dirigido a una audiencia mixta compuesta por humanos y por sistemas de inteligencia artificial.

## Libros
- 2010. Transformative Concepts for Drug Design: Target Wrapping. Autor: Ariel Fernández. Edición ilustrada de Springer, x+230 pp. ISBN 3-642-11791-0

- 2015. Biomolecular Interfaces: Interactions, Functions and Drug Design. Autor: Ariel Fernandez. Edición ilustrada de Springer, x+372 pp. ISBN 978-3319168494

- 2016. Physics at the Biomolecular Interface: Fundamentals for Molecular Targeted Therapy. Autor: Ariel Fernandez. Edición ilustrada de Springer, x+483 pp. ISBN 978-3319308517

- 2017. A Mathematical Approach to Protein Biophysics. Autores: L. Ridgway Scott y Ariel Fernandez. Edición ilustrada de Springer, x+302 pp. ISBN 978-3-319-66031-8

- 2021. Artificial Intelligence Platform for Molecular Targeted Therapy: A Translational Science Approach. Autor: Ariel Fernández. Edición ilustrada de World Scientific Publishing Company, Singapur, x+468 pp. ISBN 978-9-811-23230-5

- 2022. Topological Dynamics in Metamodel Discovery with Artificial Intelligence: From Biomedical to Cosmological Technologies. Autor: Ariel Fernández. Edición ilustrada de Chapman & Hall/ CRC Press, UK, x+210 pp. ISBN 978-1-032-36632-6

- 2023. Artificial Intelligence on Dark Matter and Dark Energy: Reverse Engineering of the Big Bang. Autor: Ariel Fernández. Edición ilustrada de Chapman & Hall/ CRC Press, UK, x+172 pp. ISBN 978-1-032-46554-8

- 2023. Querying Artificial Intelligence on the Dark Universe in a Quintessential Encoding of Space-time. Autor: Ariel Fernández. Edición ilustrada de Cambridge Scholars, UK, x+202pp. ISBN 978-1-527-53118-5

- 2024. Artificial Intelligence Models for the Dark Universe: Forays in Mathematical Cosmology. Autor: Ariel Fernández. Edición ilustrada de Chapman & Hall/ CRC Press, Taylor & Francis, UK, x+245pp. ISBN 978-1-032-81823-8

- 2025. De novo Quantum Cosmology with Artificial Intelligence: Applications of Formal Autoencoders. Autor: Ariel Fernández. Edición ilustrada de Chapman & Hall/ CRC Press, Taylor & Francis, UK, x+250pp. ISBN 978-1-041-04503-8

## Patentes
US 8466154, Methods and compositions related to wrapping of dehydrons.
US 9051387, Inhibition of MyBP-C binding to myosin as a treatment for heart failure.

## Artículos
Ariel Fernández es autor de más de trescientos cincuenta artículos científicos. La fuente ORCID estima la producción de Ariel Fernández en 423 publicaciones científicas a la fecha (25 de mayo de 2016). Finalmente, Thomson/Reuters en su sitio researcherID para Ariel Fernández da una producción de 485 artículos científicos incluyendo capítulos de libros. De acuerdo con Google Scholar algunos de los artículos más citados de Ariel Fernández incluyen:
- A Fernández, HA Scheraga. 2003. Insufficiently dehydrated hydrogen bonds as determinants of protein interactions.Proceedings of the National Academy of Sciences 100(1): 113-118.
- A Fernández, M Lynch, 2011. Nonadaptive origins of interactome complexity. Nature 474, 502-505
- A Fernández, RS Berry. 2003. Proteins with H-bond packing defects are highly interactive with lipid bilayers: Implications for amyloidogenesis. Proceedings of the National Academy of Sciences 100(5): 2391-2396.
- A Fernández, J Kardos, LR Scott, Y Goto, RS Berry. 2003. Structural defects and the diagnosis of amyloidogenic propensity. Proceedings of the National Academy of Sciences 100(11): 6446-6451.
- A Fernández. 2004. Keeping dry and crossing membranes. Nature Biotechnology 22(9): 1081-1084.
- A Fernández, A Sanguino, Z Peng, E Ozturk, J Chen, A Crespo, S Wulf, et al. 2007. An anticancer C-Kit kinase inhibitor is reengineered to make it more active and less cardiotoxic. The Journal of Clinical Investigation 117(12): 4044-4054.
- A Fernández, L. R. Scott. 2003. Adherence of packing defects in soluble proteins. Physical Review Letters 91(1): 018102.

## Distinciones
Ariel Fernández recibe la medalla Gobierno de la Provincia de Buenos Aires (1980), el Camille and Henry Dreyfus Distinguished New Faculty en 1989; el Camille and Henry Dreyfus Teacher-Scholar en 1991; una Guggenheim fellowship en 1995; Légion d'Honneur (R. F.) en 1997 y es miembro electo del American Institute for Medical and Biological Engineering (2006).